# 永井尚長
永井尚長（日语：／ Nagai Naonaga，1654年—1680年7月21日），日本江戶時代初期大名，永井家宮津藩第2代藩主。永井家宗家第4代。
永井尚長的父親永井尚征的第三子。尚征原本是淀藩的藩主，立長子尚房為世嗣（繼承人）。然而尚房早逝，隨後，尚征於寬文6年（1666年）立尚長為世嗣。尚征於寬文9年（1669年）被移封到丹後國宮津藩。延寶元年（1673年）尚征去世後，尚長繼任宮津藩藩主。翌年繼任家督，延寶7年（1679年）就任奏者番。他愛好學問，被稱為文人藩主。
延寶8年（1680年），在第四代將軍德川家綱的77日法會上，他奉命守衛增上寺出口，鳥羽藩藩主內藤忠勝則守衛入口。在法會舉行期間，他被內藤忠勝用脇差砍死，是為芝增上寺刃傷事件。內藤忠勝砍死他的原因，一說是因為忠勝有精神疾病，一說忠勝對他懷恨在心。
永井尚長無嗣子，在被殺之後，永井家即遭改易。不過他的弟弟永井直圓被給與大和國新庄藩的一萬石領地，復興了永井家。